# Sturnira ludovici
Sturnira ludovici (Anthony, 1924) è un pipistrello della famiglia dei Fillostomidi diffuso nel Continente americano.

## Descrizione

### Dimensioni
Pipistrello di piccole dimensioni, con la lunghezza della testa e del corpo tra 66 e 70 mm, la lunghezza dell'avambraccio tra 41 e 45 mm, la lunghezza del piede tra 13 e 16 mm, la lunghezza delle orecchie tra 12 e 19 mm e un peso fino a 23 g.

### Aspetto
La pelliccia è lunga e densa. Le parti dorsali sono bruno-grigiastre, talvolta bruno-arancioni, mentre le parti ventrali sono bruno-grigiastre chiare. Sono presenti dei ciuffi di lunghi peli arancioni o rossi scuri intorno a delle ghiandole situate su ogni spalla. Il muso è corto e largo. La foglia nasale è ben sviluppata e lanceolata, con la porzione anteriore saldata al labbro superiore. Le orecchie sono corte, triangolari, con l'estremità arrotondata ed ampiamente separate. Il trago è corto ed affusolato. Le ali sono e attaccate posteriormente sulle caviglie. I piedi sono ricoperti di peli. È privo di coda, mentre l'uropatagio è ridotto ad una frangia di peli lungo la parte interna degli arti inferiori. Il calcar è rudimentale. Il cariotipo è 2n=30 FNa=56.

## Biologia

### Alimentazione
Si nutre di frutta dei generi Piper, Solanum e di Pothomorme umbellata.

### Riproduzione
Danno alla luce un piccolo alla volta due volte l'anno, tra aprile e maggio e tra settembre ed ottobre.

## Distribuzione e habitat
Questa specie è diffusa dal Messico centro-occidentale e centro-orientale attraverso l'America centrale fino all'Ecuador e alla Guyana.
Vive nelle foreste sempreverdi, foreste secondarie e frutteti fino a 2.000 metri di altitudine.

## Tassonomia
Sono state riconosciute 3 sottospecie:
- S.l.ludovici: Dal Messico nord-orientale, eccetto la Penisola dello Yucatán, fino al Guatemala centrale e dalla Costa Rica, Panama, Colombia settentrionale ed occidentale fino all'Ecuador occidentale, Guyana;
- S.l.hondurensis (Goodwin, 1940): Honduras meridionale, Nicaragua centro-settentrionale, El Salvador settentrionale;
- S.l.occidentalis (Jones & Phillips, 1964): stati messicani di Durango e Jalisco.

La popolazione del Venezuela è stata riconosciuta nel 2017 come una nuova specie, S.adrianae.

## Conservazione
La IUCN Red List, considerato il vasto areale e l'abbondanza, classifica S.ludovici come specie a rischio minimo (Least Concern)).